# Фишер, Сэм (певец)
Сэмюэл Фишер (род. 5 июля 1991 года) — австралийский поп-рок-певец, автор песен и музыкант. Фишер выпускал музыку самостоятельно, прежде чем подписать контракт с RCA Records в 2019 году. RCA переиздал его дебютный EP Not a Hobby в январе 2020 года.

## Жизнь и карьера

### Ранняя жизнь
Фишер родился за пределами Сиднея в 1991 году и вырос на ферме в городке Гроуз-Вейл, недалеко от Сиднея, Австралия. Его музыкальная жизнь началась в возрасте трех лет, когда он начал играть на скрипке после того, как был вдохновлен выступлением Куини. Он переехал со своей семьей в Сидней, когда ему было семь лет, а в возрасте 10 лет взял в руки саксофон, позже играя в своем школьном джаз-бэнде. К 12 годам он начал писать песни, научившись этому после прослушивания одноименного альбома Human Nature (в который вошли такие песни, как «Он тебя не любит», «Когда мы были молоды» и «Не возвращайся»), который купили ему родители. Он посещал Сиднейскую среднюю школу, а затем среднюю школу консерватории в Сиднее. В 2010 году он был принят в музыкальный колледж Беркли в Бостоне и переехал в этот город изучать музыку. Он классически обучен игре на саксофоне и скрипке. В Беркли он присоединился к труппе a cappella Pitch Slapped и был ее участником, когда группа выиграла Международный чемпионат студенческой капеллы в 2014 году.

### 2012—н.в.: EP Not a Hobby
Дебютным релизом Фишера в качестве приглашенного исполнителя стал сингл Алекса Престона «Heartbeats» в июле 2012 года. В сентябре 2014 года, после окончания Беркли, Фишер переехал в Лос-Анджелес, где активно выступал на местной сцене а капелла и пел бэк-вокал в группе HOLYCHILD в то время как сам писал песни и стремился к успеху как артист.
В мае 2016 года Фишер выпустил свой первый сингл «Lean». В следующем году он выпустил синглы «Same Friends», премьера которого состоялась на Billboard 10 ноября 2017 года, и «Getting Older». Фишер фигурировал в сингле Opia «Secrets».
В январе 2018 года Фишер выпустил свой дебютный EP «Not a Hobby». В мае 2018 года Фишер выпустил второй EP под названием Sam Fischer (Our Vinyl Sessions), включающий акустические записи «Getting Older», «Same Friends» и «Lean». В январе 2019 года Фишер сотрудничал с лондонской Black Saint над песней «Everybody Wants You», которая стала танцевальной в середине 2019 года. В том же году он гастролировал с Льюисом Капальди. Позже в 2019 году, Фишер подписал контракт с RCA Records, которые переиздали «This City» в декабре 2019 года и переиздали мини-альбом Not a Hobby в январе 2020 года. Not a Hobby достиг 15-й строчки в австралийском чарте синглов артистов 9 марта 2020 года.
Фишер работал с различными продюсерами и написала песни для таких артистов, как Сиара («Dose»), Эль Кинг, Сабрина Клаудио, Кит Урбан, МАКС, Кристиан Френч, Энди Грэммер, Сэйграс и Джесси Джей.
В феврале 2021 года Фишер выпустил «What Other People Say», совместную работу с американской певицей Деми Ловато. Трек достиг пика в топ-100 во многих регионах, включая Великобританию (70-е место) и Австралию (58-е место), а также вошел в топ-20 в Шотландии. Впоследствии эта песня была включена в седьмой студийный альбом Ловато «Dancing with the Devil… The Art of Starting Over».
В сентябре 2022 года Фишер вернулся в Австралию впервые после пандемии COVID-19, выступив в поддержку британской певицы Мими Уэбб в ее турне по стране и Новой Зеландии.

## Дискография
Студийные альбомы
- I Love You, Please Don’t Hate Me (2023)

Мини-альбомы
| Описание |
| --- |
| Not a Hobby - Дата выхода: январь 2018 - Лейбл: RI Entertainment - Форматы: CD, цифровая загрузка, потоковая передача              |
| Sam Fischer (Our Vinyl Sessions) - Дата выхода: 10 мая 2018 - Лейбл: Our Vinyl TV - Форматы: Цифровая загрузка, потоковая передача |
| Homework - Дата выхода: 28 августа 2020 - Лейбл: RCA - Форматы: Цифровая загрузка, потоковая передача                              |